# Isla Viveros
Isla Viveros is een van de tweeëntwintig grotere Pareleilanden, een archipel van ruim tweehonderd eilanden in de Golf van Panama. Het eiland beschikt met een oppervlakte van 7,5 km2 over een resort, een vliegveld en een jachthaven.